# 裘雪友
裘雪友（1935年8月—），男，浙江嵊县人，中国药事管理专家，高级工程师，曾任总后卫生部药材局原局长，中国药学会副理事长。编著有《药师手册》。